# Vesničko má středisková
Vesničko má středisková é um filme de drama tchecoslovaco de 1985 dirigido e escrito por Jiří Menzel e Zdeněk Svěrák. Foi indicado ao Oscar de melhor filme estrangeiro na edição de 1986, representando a Tchecoslováquia.

## Elenco
- Bán János
- Marián Labuda
- Rudolf Hrušínský
- Petr Čepek
- Libuše Šafránková
- Jan Hartl
- Miloslav Štibich
- Oldřich Vlach
- Stanislav Aubrecht
- Zdeněk Svěrák
- Josef Somr